# MPEG-H 3D Audio
MPEG-H 3D Audio je nový standard kódování zvuku, který poskytuje uživatelům realističtější trojrozměrný zvukový zážitek. Formát byl vyvinut společností Moving Picture Experts Group (MPEG), která se zabývá standardizací komprese, přenosu a zpracování multimédií, ve spolupráci s Mezinárodní organizací pro normalizaci (ISO) a Mezinárodní elektrotechnickou komisí (IEC).

## Historie
MPEG-H byl poprvé představen v roce 2015 a v roce 2016 byl schválen v jihokorejské televizi jako součást standardu ATSC 3.0. V roce 2017 zahájila společnost Fraunhofer IIS program vývoje kompatibilních produktů a v roce 2018 se MPEG-H stal standardním zvukovým kodekem 3GPP pro streamování videa v mobilních sítích.
V roce 2019 začala společnost Sony nabízet hudební službu 360 Reality Audio, která je založena na MPEG-H.

## Popis
MPEG-H 3D Audio podporuje až 64 kanálů reproduktorů a 128 kanálů jádra kodeku, které lze smíchat dohromady a simulovat tak rozsáhlá 3D prostředí. Tyto kanály mohou být tradiční zvukové kanály, zvukové objekty s metadaty o 3D poloze nebo formát prostorového zvuku "full sphere". MPEG-H 3D Audio také podporuje binaurální zvuk pro sluchátka.
MPEG-H 3D Audio tedy nabízí realističtější zvukový zážitek než tradiční stereofonní nebo vícekanálový zvukový formát. Tento standard podporuje objektový zvuk, což znamená, že zvukové objekty mohou být přemisťovány ve zvukové scéně a okolní zvuk může být využit k vytvoření realistického efektu místnosti. Díky tomu lze vytvářet zvukové efekty, které odpovídají pohybu objektů na obrazovce nebo interakci postav ve hrách.
MPEG-H 3D Audio má také schopnost pracovat s různými zvukovými formáty, včetně Dolby Atmos a DTS:X. To umožňuje širokou kompatibilitu s různými zařízeními a umožňuje využití zvukových efektů v různých aplikacích. Díky těmto vlastnostem přináší MPEG-H 3D Audio do zvukového světa nové možnosti, které zlepšují zážitek z poslechu hudby, sledování filmů a hraní her.

## Použití

###### Realistický zvuk v hudebním průmyslu
V hudebním průmyslu existují různé techniky pro nahrávání prostorového zvuku a vytváření realistického zvukového efektu. Tento přístup je stále více dostupný i pro běžné posluchače.

###### Do auta
V roce 2019 představily společnosti Fraunhofer, Audi a Sony na mezinárodní konferenci AES 2019 Automotive Audio Conference prototyp přehrávače hudby pro automobily. 

###### Další využití
Realistický zvuk se využívá i v jiných oblastech, jako je vysílání, virtuální a rozšířená realita, kina, divadla, videohry, aplikace a další.